# Maria Helena Chira
Maria Helena Hespanhol Chira (São Paulo, 9 de abril de 1983) é uma atriz brasileira.

## Carreira
Cursou teatro desde o Ensino Médio, quando, no colégio Benjamin Constant, apresentou algumas peças. Adulta, se formou em Artes Cênicas pela USP e participou de um grupo chamado Cia de teatro em quadrinhos. Por vários anos deu aulas para diversos grupos de teatro, incluindo grupo de teatro Estalo e grupo de teatro Expressão ao lado de Pedro Garrafa. Depois de dar aula ao lado de Flávia Garrafa no grupo de teatro Estalo - grupo em que foi aluna, ela resolveu partir para a TV e, com a companhia de Fernando Meirelles, participou de duas minisséries e diversas propagandas. Estreou na TV em 2009, integrando as minisséries Som & Fúria da Rede Globo e Trago Comigo da TV Cultura.
Em 2010, estreia em novelas no papel da patricinha Camila Bianchi no remake Ti Ti Ti. Na trama, Camila tinha o casamento como sua única ambição, mas evoluía após desistir de seu matrimônio com Edgar (Caio Castro) e decidir buscar um rumo profissional.
Já em 2012, deu vida a psicótica Dália na telenovela Cheias de Charme, onde sua personagem era obcecada por Fabian.
Em 2013 interpretou a antagonista Lara Keller, a grande e eterna rival de Amora (Sophie Charlotte) em Sangue Bom, repetindo a parceria com Maria Adelaide Amaral, com quem já havia trabalhado em Ti Ti Ti.
Maria Helena, apesar de formada em Artes Cênicas e ainda possuir mestrado na área, afirma que sua vontade mesmo é estar em frente às câmeras, e não atuar como diretora; pelo menos por enquanto.

## Filmografia

### Televisão
| Ano  | Título                  | Personagem          | Nota                 |
| ---- | ----------------------- | ------------------- | -------------------- |
| 2009 | Som & Fúria             | Clara               |                      |
| 2009 | Trago Comigo            | Julia               |                      |
| 2010 | Ti Ti Ti                | Camila Bianchi      |                      |
| 2012 | Cheias de Charme        | Dália               |                      |
| 2013 | Sangue Bom              | Lara Keller         |                      |
| 2013 | Se Eu Fosse Você        | Raíra               | 2013-2015            |
| 2015 | Psi                     | Andrea              | Episódio: "O Abrigo" |
| 2015 | Zé do Caixão            | Dirce Morais        |                      |
| 2017 | Prata da Casa           | Luciana Santana     | 2 episódios          |
| 2018 | Confissões Médicas      | Dra. Andréa Miranda | 2 episódios          |
| 2022 | Todas as Garotas em Mim | Cecília Sampaio     | [ 3 ]                |

### Teatro
| Ano  | Título              | Papel       | Ref   |
| ---- | ------------------- | ----------- | ----- |
| 2014 | Vidas Privadas      | Sybil Chase | [ 4 ] |
| 2014 | Ensaio              | Marília     | [ 5 ] |
| 2019 | A Desumanização     |             |       |
| 2020 | A Desumanização 2.0 |             |       |

## Prêmios e indicações
| Ano  | Premiação                            | Categoria                         | Trabalho          | Resultado |
| ---- | ------------------------------------ | --------------------------------- | ----------------- | --------- |
| 2010 | Prêmio Arte Qualidade Brasil         | Melhor Atriz Revelação Telenovela | Ti Ti Ti          | Indicada  |
| 2011 | Prêmio Contigo! de TV                | Revelação da TV                   | Ti Ti Ti          | Indicada  |
| 2015 | Telas - Festival Internacional de TV | Melhor Atriz Ficção               | Zé do Caixão      | Venceu    |
| 2019 | Prêmio Aplauso Brasil                | Melhor Elenco                     | A Desumanização   | Indicada  |
| 2023 | Prêmio Arcanjo de Cultura            | Teatro                            | A Origem do Mundo | Indicada  |
| 2023 | Melhores do Teatro Blog do Arcanjo   | Melhor Direção em Comédia         | A Origem do Mundo | Venceu    |
| 2023 | Melhores do Teatro Blog do Arcanjo   | Melhor Peça em Comédia Versão     | A Origem do Mundo | Venceu    |
| 2024 | Prêmio Prio do Humor - SP            | Melhor Direção                    | A Origem do Mundo | Pendente  |
| 2024 | Prêmio Prio do Humor - SP            | Melhor Espetáculo                 | A Origem do Mundo | Pendente  |